# Névio Sutório Macro
Quinto Névio Cordo Sutório Macro (21 a. C.— 38 d. C.), abreviado como Névio Sutório Macro, ou simplesmente Macro, foi Prefeito do Pretório do Império Romano de 31 até sua morte em 38. Macro ascendeu ao cargo como um conselheiro pessoal do imperador Tibério por causa da detenção e execução de seu antecessor no cargo, Lúcio Élio Sejano. Segundo relatam diversas fontes antigas, Macro tomou parte ativa na disputa impetrada contra a família e as possessões de Sejano em Roma.
Provavelmente Macro ajudou o imperador Calígula a ascender ao trono depois da morte de Tibério em 37. No entanto, pouco depois perdeu o favor imperial e se suicidou junto a sua esposa em 38 após uma traição de Calígula.

## Juventude
Macro nasceu em 21 a. C. em Alba Fucens, uma pequena vila romana situada aos pés do Monte Velino, justamente ao norte da Vía Valeria, uma importante estrada romana. Foram encontrado diversas inscrições nas ruínas daquele caminho que revelam que antes de converter-se em Prefeito do Pretório, Macro serviu como prefeito de vigias e do relógio. Entretanto, a data destes acontecimentos e sua duração não se tem conhecimento exato.

## Prefeito do Pretório

### Reinado de Tibério
Algumas fontes apontam que Macro ajudou a assassinar o velho e moribundo Tibério em seu quarto para assegurar a sucessão de Calígula. Durante os últimos anos do reinado de Tibério, após assumir como prefeito, Macro ostentou considerável influência dentro do palácio, pensando que poderia levar a cabo suas ambições através do jovem príncipe Caio Calígula. Suetônio assegura que ele ganhou um favor imperial ao prostituir a sua esposa, chamada Ênia Névia, dando-a a Calígula em 34, o que Calígula prometeu-lhe outros poderes no império.

### Reinado de Calígula
Diante da ascensão de Calígula ao poder em 37, Macro converteu-se em um dos confidentes privados do imperador como recompensa a seus serviços do passado, mas Calígula era consciente da potencial ameaça que seria para ele a presença de Macro. Segundo algumas fontes, Calígula premiou Macro com o governo do Egito e antes de chegar a Óstia, quando se preparava para embarcar, ele e sua mulher foram detidos e depuseram-no de seu cargo. Ambos se suicidaram pouco depois. 
Foi substituído no pretorado por Marco Arrecino Clemente e Lúcio Arrúncio Estela.

## Macro em ficção
Macro foi interpretado por John Rhys-Davies em 1976 na adaptação da BBC da novela de Robert Graves Eu, Cláudio, e por Guido Mannari em Calígula.